# Fußball-Weltmeisterschaft der Frauen 2019/Nigeria
Dieser Artikel behandelt die nigerianische Fußballnationalmannschaft der Frauen bei der Fußball-Weltmeisterschaft der Frauen 2019 in Frankreich. Nigeria nahm zum achten Mal an der Endrunde teil und ist damit weiterhin die einzige afrikanische Mannschaft, die sich für alle WM-Endrunden qualifizieren konnte. Für das Turnier in Frankreich qualifizierte sich Nigeria als Finalist des Afrika-Cup der Frauen 2018, den die Mannschaft gegen Südafrika gewann. In Frankreich überstand Nigeria erstmals seit 1999 wieder die Gruppenphase. Als viertbester Gruppendritter wurde im Achtelfinale gegen den zweimaligen Weltmeister Deutschland verloren.

## Qualifikation
Für den Afrika-Cup, der wie in den Vorjahren als Qualifikation für die WM-Endrunde diente, musste sich Nigeria, das seit Februar 2018 vom Schweden Thomas Dennerby trainiert wird, in zwei Spielen im Juni 2018 in der zweiten Qualifikationsrunde gegen Gambia qualifizieren, die mit 1:0 und 6:0 gewonnen wurden.
Für das Turnier in Ghana nominierte Thomas Dennerby 21 Spielerinnen, darunter neun Spielerinnen, die schon bei der WM 2015 im Kader standen. Zudem standen mit Rasheedat Ajibade, Anam Imo und Glory Ogbonna drei Spielerinnen aus dem Kader der U-20-WM 2018 in der Mannschaft.
Der Rekordmeister traf im ersten Spiel auf Südafrika und verlor mit 0:1 – das einzige Gegentor für die Nigerianerinnen in den sieben Spielen. Im zweiten Spiel gegen Sambia wurde mit 4:0 gewonnen. Durch ein 6:0 gegen Äquatorialguinea – wodurch Äquatorialguinea innerhalb von drei Tagen die beiden höchsten Länderspielniederlagen kassierte – wurde Nigeria Gruppenzweiter und traf im Halbfinale auf Kamerun, gegen das Nigeria bei den beiden letzten Austragungen jeweils im Finale gewonnen hatte. Da diesmal beiden Mannschaften in 120 Minuten kein Tor gelang, musste das Elfmeterschießen entscheiden, in dem sich Nigeria mit 4:2 durchsetzte und sich damit für die WM-Endrunde qualifizierte. Auch das anschließende Finale gegen Südafrika wurde nach ebenfalls torlosen 120 Minuten im Elfmeterschießen gewonnen.
Während des Turniers und der zwei Qualifikationsspiele wurden mindestens 18 Spielerinnen eingesetzt. Fünf Spielerinnen (Torhüterin Tochukwu Oluehi, Ngozi Ebere, Onome Ebi, Francisca Ordega und Asisat Oshoala) wurden in allen sieben Spiele eingesetzt.
Insgesamt erzielten die Nigerianerinnen in den sieben Spielen 17 Tore. Die meisten Tore erzielten Desire Oparanozie (7, davon 4 in der Qualifikation) und Asisat Oshoala (5, davon 2 in der Qualifikation). Insgesamt trafen fünf nigerianische Spielerinnen in den sieben Spielen.

### Qualifikation
| 6. Juni 2018  | Bakau | Gambia  | – | Nigeria | 0:1 (0:1) | Okoronkwo                                             |
| 11. Juni 2018 | Lagos | Nigeria | – | Gambia  | 6:0 (2:0) | Oparanozie (4, davon 1 Tor per Elfmeter), Oshoala (2) |

### Gruppenspiele
| Pl. | Land             | Sp. | S | U | N | Tore    | Diff. | Punkte |
| --- | ---------------- | --- | - | - | - | ------- | ----- | ------ |
| 1.  | Südafrika        | 3   | 2 | 1 | 0 | 009:200 | +7    | 07     |
| 2.  | Nigeria          | 3   | 2 | 0 | 1 | 010:100 | +9    | 06     |
| 3.  | Sambia           | 3   | 1 | 1 | 1 | 006:500 | +1    | 04     |
| 4.  | Äquatorialguinea | 3   | 0 | 0 | 3 | 001:180 | −17   | 0      |

| 18. November 2018 | Cape Coast | Nigeria          | – | Südafrika | 0:1 (0:1) | Kgatlana                                  |
| 21. November 2018 | Cape Coast | Nigeria          | – | Sambia    | 4:0 (1:0) | Oparanozie (2), Okoronkwo, Ordega         |
| 24. November 2018 | Accra      | Äquatorialguinea | – | Nigeria   | 0:6 (0:4) | Oshoala (3), Chikwelu, Ordega, Oparanozie |

### Halbfinale
| 27.11.2018 | Accra | Nigeria | – | Kamerun | 0:0 n. V., 4:2 i. E. |  |

### Finale
| 01.12.2018 | Accra | Nigeria | – | Südafrika | 0:0 n. V., 4:3 i. E. |  |

## Vorbereitung
Am 17. Januar verloren die Nigerianerinnen beim Vier-Nationen-Turnier im Halbfinale in Wuhua gegen Gastgeber China mit 0:3, gewannen dann das Spiel um Platz 3 am 20. gegen Rumänien mit 4:1. Ende Februar/Anfang März 2019 nahm Nigeria erstmals am Zypern-Cup teil. Nach einer 1:4-Niederlage gegen Österreich, einem 4:3-Sieg gegen die Slowakei und einer 0:1-Niederlage gegen  Belgien, die alle nicht für die WM qualifiziert sind, traf Nigeria als Gruppendritter im Spiel um Platz 7 auf WM-Teilnehmer Thailand und gewann mit 3:0. Am 8. April verloren die Nigerianerinnen in Murcia gegen WM-Teilnehmer Kanada mit 1:2.

## Kader
| Nr.                         | Spielerin          | Geburts- datum | Debüt | Verein                      | Länder- spiele | Länder- spieltore | Letzter Einsatz | WM-Spiele, -Tore            | WM 2019 | WM 2019 | WM 2019     | WM 2019         | WM 2019    | WM 2019 |
| Nr.                         | Spielerin          | Geburts- datum | Debüt | Verein                      | Länder- spiele | Länder- spieltore | Letzter Einsatz | WM-Spiele, -Tore            | Sp.     | Tor     | Gelbe Karte | Gelb-Rote Karte | Rote Karte |         |
| Tor                         | Tor                | Tor            | Tor   | Tor                         | Tor            | Tor               | Tor             | Tor                         | Tor     | Tor     | Tor         | Tor             | Tor        |         |
| --------------------------- | ------------------ | -------------- | ----- | --------------------------- | -------------- | ----------------- | --------------- | --------------------------- | ------- | ------- | ----------- | --------------- | ---------- | ------- |
| 01                          | Tochukwu Oluehi    | 02.05.1987     | 2007  | Rivers Angels               | 49+            | 0                 | 08.04.2019      | 0 (2007, 2011)              | 1       |         |             |                 |            |         |
| 16                          | Chiamaka Nnadozie  | 08.12.2000     | 2018  | Rivers Angels               | 04             | 0                 | 06.03.2019      |                             | 3       |         | 1           |                 |            |         |
| 21                          | Alaba Jonathan     | 01.06.1992     | 2011  | Bayelsa Queens              | 01             | 0                 | ?               | 0 (2011)                    |         |         |             |                 |            |         |
| Abwehr                      |                    |                |       |                             |                |                   |                 |                             |         |         |             |                 |            |         |
| 03                          | Osinachi Ohale     | 21.12.1991     | 2010  | Växjö DFF                   | 39+            | 02+               | 08.04.2019      | 5 (2011, 2015)              | 4       |         |             |                 |            |         |
| 04                          | Ngozi Ebere        | 05.08.1991     | 2015  | Arna-Bjørnar                | 30+            | 01                | 08.04.2019      | 3 (2015)                    | 3       |         |             | 1               |            |         |
| 05                          | Onome Ebi          | 08.05.1983     | 2003  | Henan Huishang FFC          | 63+            | 02+               | 08.04.2019      | 10 (2003, 2007, 2011, 2015) | 4       |         |             |                 |            |         |
| 14                          | Faith Michael      | 28.02.1987     | 2003  | Piteå IF                    | 60+            | 0                 | 08.04.2019      | 6 (2003, 2007, 2011)        | 1       |         |             |                 |            |         |
| Mittelfeld                  |                    |                |       |                             |                |                   |                 |                             |         |         |             |                 |            |         |
| 02                          | Amarachi Okoronkwo | 12.12.1992     | 2018  | Nasarawa Amazons            | 08+            | 01+               | 04.03.2019      |                             |         |         |             |                 |            |         |
| 06                          | Evelyn Nwabuoku    | 14.11.1985     | ?     | Rivers Angels               | 42+            | 03+               | ?               | 3 (2015)                    | 2       |         | 1           |                 |            |         |
| 10                          | Rita Chikwelu      | 06.03.1988     | 2007  | Kristianstads DFF           | 53+            | 20+               | 08.04.2019      | 6 (2007, 2011)              | 3       |         | 2           |                 |            |         |
| 15                          | Rasheedat Ajibade  | 08.12.1999     | 2018  | Avaldsnes IL                | 07+            | 00+               | 08.04.2019      |                             | 1       |         | 1           |                 |            |         |
| 18                          | Halimatu Ayinde    | 16.05.1995     | 2015  | Eskilstuna United           | 23+            | 0                 | 08.04.2019      | 3 (2015)                    | 4       |         |             |                 |            |         |
| 19                          | Chinwendu Ihezuo   | 30.04.1997     | 2018  | Henan Huishang FFC          | 07             | 01                | 06.03.2019      |                             | 1       |         |             |                 |            |         |
| 20                          | Chidinma Okeke     | 11.08.2000     |       | FC Robo                     | 0              | 0                 |                 |                             | 4       |         |             |                 |            |         |
| 23                          | Ogonna Chukwudi    | 14.09.1988     | 2006  | Djurgården Damfotboll       | 20             | 03                | 08.04.2019      | 2 (2007, 2011)              |         |         |             |                 |            |         |
| Angriff                     |                    |                |       |                             |                |                   |                 |                             |         |         |             |                 |            |         |
| 07                          | Anam Imo           | 30.11.2000     | 2018  | FC Rosengård                | 11+            | 02+               | 08.04.2019      |                             | 2       |         |             |                 |            |         |
| 08                          | Asisat Oshoala     | 09.10.1994     | 2011  | FC Barcelona                | 26+            | 16+               | 06.03.2019      | 3,1 (2015)                  | 3       | 1       |             |                 |            |         |
| 09                          | Desire Oparanozie  | 17.12.1993     | 2010  | EA Guingamp                 | 39+            | 26+               | 08.04.2019      | 6 (2011, 2015)              | 4       |         | 2           |                 |            |         |
| 11                          | Chinaza Uchendu    | 03.12.1997     | 2018  | Sporting Braga/AAUM FS      | 07+            | 0                 | 08.04.2019      |                             | 3       |         |             |                 |            |         |
| 12                          | Uchenna Kanu       | 20.06.1997     | 2019  | Southeastern Fire           | 01             | 0                 | 08.04.2019      |                             | 4       |         |             |                 |            |         |
| 13                          | Ngozi Okobi        | 14.12.1993     | 2010  | Eskilstuna United           | 38+            | 03+               | 08.04.2019      | 3,1 (2015)                  | 4       |         |             |                 |            |         |
| 17                          | Francisca Ordega   | 19.10.1993     | 2011  | Shanghai Shenhua            | 36+            | 09+               | 06.03.2019      | 5,1 (2011, 2015)            | 4       |         | 1           |                 |            |         |
| 22                          | Alice Ogebe        | 30.03.1995     | 2019  | Rivers Angels               | 07+            | 0                 | 08.04.2019      |                             | 1       |         |             |                 |            |         |
| Trainerstab                 |                    |                |       |                             |                |                   |                 |                             |         |         |             |                 |            |         |
| Cheftrainer                 | Thomas Dennerby    | 13.08.1959     | 2018  | Nigeria Football Federation |                |                   |                 | 9 (2007, 2011)              | 4       |         |             |                 |            |         |
| Anmerkungen: 1. 2. 3. 4. 5. |                    |                |       |                             |                |                   |                 |                             |         |         |             |                 |            |         |

## Auslosung
Für die am 8. Dezember 2018 stattgefundene Auslosung der WM-Gruppen war Nigeria wie die beiden anderen afrikanischen Mannschaften aufgrund der Platzierung in der FIFA-Weltrangliste vom 7. Dezember 2018 Topf 4 zugeteilt. Die Mannschaft konnte somit wie bereits 1999, 2003, 2007 und 2015 auf Weltmeister USA oder wie 2011 auf Deutschland bzw. Gastgeber Frankreich treffen. Letztlich wurde Nigeria der Gruppe A mit Frankreich, Norwegen und Südkorea zugelost. 
Gegen die Französinnen bestritten die Afrikanerinnen erst zwei Spiele. Das erste Spiel bei der WM 2011 wurde mit 0:1 verloren, im April 2018 folgte eine 0:8-Niederlage in einem Freundschaftsspiel in Le Mans, die dritte der drei höchsten Niederlagen. Gegen Norwegen gab es bisher drei Spiele, das erste in der Vorrunde der WM 1995 wurde mit 0:8 verloren und ist die erste der drei höchsten Niederlagen der Nigerianerinnen. Fünf Jahre später gab es in der Gruppenphase bei den Olympischen Spielen eine 1:3-Niederlage. Das letzte Spiel wurde 2003 im norwegischen Ålesund mit 2:3 verloren. Auf Südkorea trafen die Nigerianerinnen bisher nur bei U-20- (2012 wurde mit 2:0 und 2014 mit 2:1 gewonnen, in beiden Fällen überstanden beide gemeinsam die Vorrunde) und U-17-Weltmeisterschaften (2008 wurde mit 2:1 gewonnen und 2010 im Viertelfinale mit 5:6 nach Verlängerung verloren. Südkorea gewann anschließend den WM-Titel).
| Pl. | Land       | Sp. | S | U | N | Tore    | Diff. | Punkte |
| --- | ---------- | --- | - | - | - | ------- | ----- | ------ |
| 1.  | Frankreich | 3   | 3 | 0 | 0 | 007:100 | +6    | 09     |
| 2.  | Norwegen   | 3   | 2 | 0 | 1 | 006:300 | +3    | 06     |
| 3.  | Nigeria    | 3   | 1 | 0 | 2 | 002:400 | −2    | 03     |
| 4.  | Südkorea   | 3   | 0 | 0 | 3 | 001:800 | −7    | 0      |

| Sa., 8. Juni 2018 in Reims     |   |            |           |
| Norwegen                       | – | Nigeria    | 3:0 (3:0) |
| Mi., 12. Juni 2019 in Grenoble |   |            |           |
| Nigeria                        | – | Südkorea   | 2:0 (1:0) |
| Mo., 17. Juni 2019 in Rennes   |   |            |           |
| Nigeria                        | – | Frankreich | 0:1 (0:0) |

## K.o.-Runde
Als viertbester Gruppendritter traf Nigeria im Achtelfinale auf die deutsche Mannschaft, Gruppensieger der Gruppe B. Die Nigerianerinnen mussten bis zum Abpfiff des Spiels zwischen Chile und Thailand am 20. Juni warten, das von Chile mit 2:0 gewonnen wurde, um sicher in der K.o.-Runde zu stehen. Dabei vergaben die Chileninnen in den Schlussminuten einen Strafstoß und verpassten so das Achtelfinale aufgrund des einen mehr kassierten Gegentores. 
Deutschland war bereits Gegner der nigerianischen Mannschaft im ersten WM-Spiel 1991, das mit 0:4 verloren wurde. Bei der WM 2011 trafen beide im zweiten Gruppenspiel aufeinander und Deutschland gewann mit 1:0. Gegen Deutschland mussten die Nigerianerinnen auch im November 2010 mit 0:8 eine ihrer drei höchsten Niederlagen hinnehmen.
Mehrere Spielerinnen beider Mannschaften standen sich in den Endspielen der U-20-Weltmeisterschaften 2010 und 2014 gegenüber. Auf nigerianischer Seite Alaba Jonathan, Amarachi Okoronkwo, Osinachi Ohale, Desire Oparanozie und  Ebere Orji (alle 2010), Halimatu Ayinde, Chinwendu Ihezuo, Uchenna Kanu und Asisat Oshoala (alle 2014), auf deutscher Seite Almuth Schult, Marina Hegering, Svenja Huth, Turid Knaak, Dzsenifer Marozsán und Alexandra Popp (alle 2010), Linda Dallmann, Sara Däbritz und Lina Magull (alle 2014). Beide Spiele konnte die deutsche Mannschaft gewinnen. 
| Sa., 22. Juni 2019 in Grenoble |   |         |           |
| Deutschland                    | – | Nigeria | 3:0 (2:0) |

## Auszeichnungen
- Asisat Oshoala: Spielerin des Spiels gegen Südkorea